# Абреу Гомес, Эрмило
Эрмило Абре́у Го́мес (исп. Ermilo Abreu Gómez; 18 сентября 1894 года, Мерида, Юкатан, Мексика — 14 июля 1971 года, Мехико) — мексиканский писатель
, журналист, литературовед и преподаватель.

## Биография и творчество
Представитель индеанизма. Член Мексиканской академии языка с 1963 года. Также был профессором нескольких университетов США.
Его самая известная работа — «Канек» (1940), рассказ о революционере, возглавившем восстание майя в XVIII веке. Сборник подобных рассказов «Герои майя» (1942) посвящён борьбе народов майя против испанского завоевания. Автор романа «Гибель индейцев» (1951), плутовского романа из современной жизни «Папа-волк» (1952), исторического романа «Заговор в Хинуме» (1958), а также пьес.
Среди работ Абреу Гомеса по истории мексиканской литературы выделяются «Классики, романтики, современники» (1933), «Литературный портрет Сор Хуаны Инес де ла Крус» (1938), «Четыре века мексиканской литературы» (1946), «Художественное своеобразие творчества Мартина Луиса Гусмана» (1968). Интерес, который пробудило в нём творчество и судьба Хуаны Инес де ла Крус, стал страстью его жизни, а также привел к тому, что он стал ведущим литературным критиком наследия монашки-поэтессы.

## Избранные сочинения
- La Xtabay. 1919
- El Corcovado. 1924
- Clásicos. Románticos. Modernos (1934)
- Canek. 1940
  - английский перевод: Canek. History and legend of a Maya hero.; transl. & introd. by Mario L. Dávila, Carter Wilson. University of California Press, Berkeley 1979 (cf. Google books)
- Héroes Mayas. Zamná. Cocom. Canek. 1942
  - немецкий перевод: Geschichten von den Maja-Indianern. transl. Ludwig Renn. Aufbau, Weimar 1948
- Un Loro y tres Golondrinas (1946)
- Quetzalcóatl, sueño y vigilia (1947)
- Naufragio de indios (1951)
- La conjura de Xinúm (1958)
- Cuentos para contar al fuego (1959)
- Sor Juana Inés de la Cruz, bibliografía y biblioteca (1934)
- Diálogo del buen decir (1961)